# Fontaine-Chaalis
Fontaine-Chaalis è un comune francese di 377 abitanti situato nel dipartimento dell'Oise della regione dell'Alta Francia.
Sede dell'antica abbazia di Chaalis, fondata da san Colombano e poi riedificata nel XII secolo di cui rimane l'antica chiesa del XIII secolo; il monastero, ricostruito nel XVIII secolo, ospita un importante museo, il Museo Jacquemart-André, dépendance della nota istituzione parigina. Tra le opere esposte un San Giovanni Evangelista e un San Lorenzo attribuiti a Giotto.

## Società

### Evoluzione demografica
Abitanti censiti